# Система APG III
Система APG III — таксономическая система классификации цветковых растений, разработанная «Группой филогении покрытосеменных» (Angiosperm Phylogeny Group, APG) и опубликованная в октябре 2009 года в Ботаническом журнале Лондонского Линнеевского общества в статье «An update of the Angiosperm Phylogeny Group classification for the orders and families of flowering plants: APG III».
Основные разработчики Системы — участники «Группы филогении покрытосеменных» Биргитта Бремер (Birgitta Bremer, The Bergius Foundation, Шведская королевская академия наук), Коре Бремер (Kåre Bremer, проректор Стокгольмского университета, Швеция), Марк Чейз (Mark W. Chase, Jodrell Laboratory, Королевские ботанические сады в Кью, Великобритания), Michael F. Fay (Jodrell Laboratory, Королевские ботанические сады в Кью, Великобритания), Джеймс Ривил (James L. Reveal, L. H. Bailey Hortorium, Факультет биологии растений Корнеллского университета, США), Douglas E. Soltis (Биологический факультет Флоридского университета, США), Pamela S. Soltis (Музей естествознания Флоридского университета, США) и Peter F. Stevens (Биологический факультет Университета Missouri—St. Louis, Миссурийский ботанический сад, США). Определённый вклад в разработку Системы внести также Arne A. Anderberg, Michael J. Moore, Richard G. Olmstead, Paula J. Rudall, Kenneth J. Sytsma, David C. Tank, Kenneth Wurdack, Jenny Q.-Y. Xiang и Sue Zmarzty.

## Общая информация
Система классификации APG III является преемницей системы классификации APG II (2003), которая, в свою очередь, являлась преемницей системы классификации APG (1998). Каждая из этих систем отражает (на определённый момент времени) консенсус мнений широкого круга учёных-ботаников, объединённых в «Группу филогении покрытосеменных» (APG) и работающих в ряде институтов разных стран.
Предлагаемая классификация по сравнению с предыдущей исправлена и дополнена. Число порядков в новой системе увеличилось до 59 против 45 в системе APG II: прибавились порядки Amborellales, Berberidopsidales, Bruniales, Buxales, Chloranthales, Escalloniales, Huerteales, Nymphaeales, Paracryphiales, Petrosaviales, Picramniales, Trochodendrales, Vitales и Zygophyllales. Многие семейства, которые в системе классификации APG II (2003) не были включены в какие-либо порядки, в новой системе включены в существовавшие или в новые порядки: Huaceae — в Кисличноцветные (Oxalidales), Aphloiaceae, Geissolomataceae и Strasburgeriaceae — в Кроссосомоцветные (Crossosomatales), Picramniaceae — в Picramniales. Большинство семейств и родов, в APG II входившие в дополнительный список, также нашли своё место в новой Системе: к мальпигиецветным (Malpighiales) добавились Centroplacaceae и Rafflesiaceae, к мальвоцветным (Malvales) — Cytinaceae, к санталоцветным (Santalales) — Balanophoraceae, к верескоцветным (Ericales) — Mitrastemonaceae; в новый порядок Huerteales включено семейство Dipentodontaceae.
Исследования, проводившиеся в последние годы, подтвердили необходимость включения семейства Раффлезиевые (Rafflesiaceae) в порядок Мальпигиецветные (Malpighiales). Таким образом, растения из рода Раффлезия (Rafflesia) с цветками, размер которых может превышать один метр, оказались в родстве с растениями из рода Молочай (Euphorbia), цветки которых измеряются обычно несколькими миллиметрами.
Существенно изменило своё местоположение ещё одно семейство, Гидателловые (Hydatellaceae), долгие годы считавшееся одной из наиболее эволюционно продвинутых групп однодольных растений. В 2006 году по результатам молекулярных исследований семейство было отнесено к порядку Кувшинкоцветные, то есть выведено из группы monocots. Внешне представители семейства не похожи на других представителей порядка Кувшинкоцветные, однако листья гидателловых напоминают первый лист проростка кувшинковых. Кроме того, весьма существенно, что все представители порядка имеют схожее строение зародышевого мешка и семенной кожуры (спермодермы), для семян характерен хорошо развитый перисперм.
Ещё одно новшество Системы APG III по сравнению с APG II и APG I — отказ от использования так называемых «брекетированных» семейств (тех семейств, названия которых имели вид [+ …], что обозначало, что они могут рассматриваться как самостоятельно, так и в составе того семейства, к которому «прикреплены»).
В дополнительный список таксонов, которые не отнесены ни к каким формальным или неформальным группам, входят в новой Системе лишь два небольших семейства и три рода.

Я не думаю, что постоянное стремление к совершенствованию системы нуждается в оправдании. В наш век быстрого развития ботанических исследований и возрастающего применения новых методов и новой техники система классификации любой группы растительного мира не может оставаться неизменной. Каковы бы ни были чисто практические неудобства постоянно изменяющейся системы классификации, она должна постоянно совершенствоваться…— Тахтаджян А. Л. Введение из книги «Система магнолиофитов» (1987)

## Кладограмма
Для сравнения: краткая кладограмма системы APG II:
|  | 6 порядков + 1 семейство             |
|  |                                      |
|  | commelinids: 4 порядка + 1 семейство |
|  |                                      |

|  | 3 порядка + 6 семейств               |
|  |                                      |
|  | eurosids I: 7 порядков + 3 семейства |
|  |                                      |
|  | eurosids II: 3 порядка + 2 семейства |
|  |                                      |

|  | 2 порядка                             |
|  |                                       |
|  | euasterids I: 4 порядка + 4 семейства |
|  |                                       |
|  | euasterids II: 4 порядка + 9 семейств |
|  |                                       |

|  | 3 порядка + 6 семейств               |
|  |                                      |
|  | eurosids I: 7 порядков + 3 семейства |
|  |                                      |
|  | eurosids II: 3 порядка + 2 семейства |
|  |                                      |

|  | 2 порядка                             |
|  |                                       |
|  | euasterids I: 4 порядка + 4 семейства |
|  |                                       |
|  | euasterids II: 4 порядка + 9 семейств |
|  |                                       |

|  | 3 порядка + 6 семейств               |
|  |                                      |
|  | eurosids I: 7 порядков + 3 семейства |
|  |                                      |
|  | eurosids II: 3 порядка + 2 семейства |
|  |                                      |

|  | 2 порядка                             |
|  |                                       |
|  | euasterids I: 4 порядка + 4 семейства |
|  |                                       |
|  | euasterids II: 4 порядка + 9 семейств |
|  |                                       |

|  | 3 порядка + 6 семейств               |
|  |                                      |
|  | eurosids I: 7 порядков + 3 семейства |
|  |                                      |
|  | eurosids II: 3 порядка + 2 семейства |
|  |                                      |

|  | 2 порядка                             |
|  |                                       |
|  | euasterids I: 4 порядка + 4 семейства |
|  |                                       |
|  | euasterids II: 4 порядка + 9 семейств |
|  |                                       |

|  | 6 порядков + 1 семейство             |
|  |                                      |
|  | commelinids: 4 порядка + 1 семейство |
|  |                                      |

|  | 3 порядка + 6 семейств               |
|  |                                      |
|  | eurosids I: 7 порядков + 3 семейства |
|  |                                      |
|  | eurosids II: 3 порядка + 2 семейства |
|  |                                      |

|  | 2 порядка                             |
|  |                                       |
|  | euasterids I: 4 порядка + 4 семейства |
|  |                                       |
|  | euasterids II: 4 порядка + 9 семейств |
|  |                                       |

|  | 3 порядка + 6 семейств               |
|  |                                      |
|  | eurosids I: 7 порядков + 3 семейства |
|  |                                      |
|  | eurosids II: 3 порядка + 2 семейства |
|  |                                      |

|  | 2 порядка                             |
|  |                                       |
|  | euasterids I: 4 порядка + 4 семейства |
|  |                                       |
|  | euasterids II: 4 порядка + 9 семейств |
|  |                                       |

|  | 3 порядка + 6 семейств               |
|  |                                      |
|  | eurosids I: 7 порядков + 3 семейства |
|  |                                      |
|  | eurosids II: 3 порядка + 2 семейства |
|  |                                      |

|  | 2 порядка                             |
|  |                                       |
|  | euasterids I: 4 порядка + 4 семейства |
|  |                                       |
|  | euasterids II: 4 порядка + 9 семейств |
|  |                                       |

|  | 3 порядка + 6 семейств               |
|  |                                      |
|  | eurosids I: 7 порядков + 3 семейства |
|  |                                      |
|  | eurosids II: 3 порядка + 2 семейства |
|  |                                      |

|  | 2 порядка                             |
|  |                                       |
|  | euasterids I: 4 порядка + 4 семейства |
|  |                                       |
|  | euasterids II: 4 порядка + 9 семейств |
|  |                                       |

Ниже представлена кладограмма предлагаемой системы (внутри групп названия таксонов расположены по алфавиту):

|  | порядки Acorales, Alismatales, Asparagales, Dioscoreales, Liliales, Pandanales, Petrosaviales |
|  |                                                                                               |
|  | commelinids: семейство Dasypogonaceae, порядки Arecales, Commelinales, Poales, Zingiberales   |
|  |                                                                                               |

|  | порядок Vitales |
|  | |
|  | fabids (eurosids I): порядки Celastrales, Cucurbitales, Fabales, Fagales, Malpighiales, Oxalidales, Rosales, Zygophyllales        |
|  | |
|  | malvids (eurosids II): порядки Brassicales, Crossosomatales, Geraniales, Huerteales, Malvales, Myrtales, Picramniales, Sapindales |
|  | |

|  | порядки Cornales, Ericales |
|  | |
|  | lamiids (euasterids I): семейства Boraginaceae, Icacinaceae, Metteniusaceae, Oncothecaceae, Vahliaceae, порядки Garryales, Gentianales, Lamiales, Solanales |
|  | |
|  | campanulids (euasterids II): порядки Apiales, Aquifoliales, Asterales, Bruniales, Dipsacales, Escalloniales, Paracryphiales                                 |
|  | |

|  | порядок Vitales |
|  | |
|  | fabids (eurosids I): порядки Celastrales, Cucurbitales, Fabales, Fagales, Malpighiales, Oxalidales, Rosales, Zygophyllales        |
|  | |
|  | malvids (eurosids II): порядки Brassicales, Crossosomatales, Geraniales, Huerteales, Malvales, Myrtales, Picramniales, Sapindales |
|  | |

|  | порядки Cornales, Ericales |
|  | |
|  | lamiids (euasterids I): семейства Boraginaceae, Icacinaceae, Metteniusaceae, Oncothecaceae, Vahliaceae, порядки Garryales, Gentianales, Lamiales, Solanales |
|  | |
|  | campanulids (euasterids II): порядки Apiales, Aquifoliales, Asterales, Bruniales, Dipsacales, Escalloniales, Paracryphiales                                 |
|  | |

|  | порядок Vitales |
|  | |
|  | fabids (eurosids I): порядки Celastrales, Cucurbitales, Fabales, Fagales, Malpighiales, Oxalidales, Rosales, Zygophyllales        |
|  | |
|  | malvids (eurosids II): порядки Brassicales, Crossosomatales, Geraniales, Huerteales, Malvales, Myrtales, Picramniales, Sapindales |
|  | |

|  | порядки Cornales, Ericales |
|  | |
|  | lamiids (euasterids I): семейства Boraginaceae, Icacinaceae, Metteniusaceae, Oncothecaceae, Vahliaceae, порядки Garryales, Gentianales, Lamiales, Solanales |
|  | |
|  | campanulids (euasterids II): порядки Apiales, Aquifoliales, Asterales, Bruniales, Dipsacales, Escalloniales, Paracryphiales                                 |
|  | |

|  | порядок Vitales |
|  | |
|  | fabids (eurosids I): порядки Celastrales, Cucurbitales, Fabales, Fagales, Malpighiales, Oxalidales, Rosales, Zygophyllales        |
|  | |
|  | malvids (eurosids II): порядки Brassicales, Crossosomatales, Geraniales, Huerteales, Malvales, Myrtales, Picramniales, Sapindales |
|  | |

|  | порядки Cornales, Ericales |
|  | |
|  | lamiids (euasterids I): семейства Boraginaceae, Icacinaceae, Metteniusaceae, Oncothecaceae, Vahliaceae, порядки Garryales, Gentianales, Lamiales, Solanales |
|  | |
|  | campanulids (euasterids II): порядки Apiales, Aquifoliales, Asterales, Bruniales, Dipsacales, Escalloniales, Paracryphiales                                 |
|  | |

|  | порядки Acorales, Alismatales, Asparagales, Dioscoreales, Liliales, Pandanales, Petrosaviales |
|  |                                                                                               |
|  | commelinids: семейство Dasypogonaceae, порядки Arecales, Commelinales, Poales, Zingiberales   |
|  |                                                                                               |

|  | порядок Vitales |
|  | |
|  | fabids (eurosids I): порядки Celastrales, Cucurbitales, Fabales, Fagales, Malpighiales, Oxalidales, Rosales, Zygophyllales        |
|  | |
|  | malvids (eurosids II): порядки Brassicales, Crossosomatales, Geraniales, Huerteales, Malvales, Myrtales, Picramniales, Sapindales |
|  | |

|  | порядки Cornales, Ericales |
|  | |
|  | lamiids (euasterids I): семейства Boraginaceae, Icacinaceae, Metteniusaceae, Oncothecaceae, Vahliaceae, порядки Garryales, Gentianales, Lamiales, Solanales |
|  | |
|  | campanulids (euasterids II): порядки Apiales, Aquifoliales, Asterales, Bruniales, Dipsacales, Escalloniales, Paracryphiales                                 |
|  | |

|  | порядок Vitales |
|  | |
|  | fabids (eurosids I): порядки Celastrales, Cucurbitales, Fabales, Fagales, Malpighiales, Oxalidales, Rosales, Zygophyllales        |
|  | |
|  | malvids (eurosids II): порядки Brassicales, Crossosomatales, Geraniales, Huerteales, Malvales, Myrtales, Picramniales, Sapindales |
|  | |

|  | порядки Cornales, Ericales |
|  | |
|  | lamiids (euasterids I): семейства Boraginaceae, Icacinaceae, Metteniusaceae, Oncothecaceae, Vahliaceae, порядки Garryales, Gentianales, Lamiales, Solanales |
|  | |
|  | campanulids (euasterids II): порядки Apiales, Aquifoliales, Asterales, Bruniales, Dipsacales, Escalloniales, Paracryphiales                                 |
|  | |

|  | порядок Vitales |
|  | |
|  | fabids (eurosids I): порядки Celastrales, Cucurbitales, Fabales, Fagales, Malpighiales, Oxalidales, Rosales, Zygophyllales        |
|  | |
|  | malvids (eurosids II): порядки Brassicales, Crossosomatales, Geraniales, Huerteales, Malvales, Myrtales, Picramniales, Sapindales |
|  | |

|  | порядки Cornales, Ericales |
|  | |
|  | lamiids (euasterids I): семейства Boraginaceae, Icacinaceae, Metteniusaceae, Oncothecaceae, Vahliaceae, порядки Garryales, Gentianales, Lamiales, Solanales |
|  | |
|  | campanulids (euasterids II): порядки Apiales, Aquifoliales, Asterales, Bruniales, Dipsacales, Escalloniales, Paracryphiales                                 |
|  | |

|  | порядок Vitales |
|  | |
|  | fabids (eurosids I): порядки Celastrales, Cucurbitales, Fabales, Fagales, Malpighiales, Oxalidales, Rosales, Zygophyllales        |
|  | |
|  | malvids (eurosids II): порядки Brassicales, Crossosomatales, Geraniales, Huerteales, Malvales, Myrtales, Picramniales, Sapindales |
|  | |

|  | порядки Cornales, Ericales |
|  | |
|  | lamiids (euasterids I): семейства Boraginaceae, Icacinaceae, Metteniusaceae, Oncothecaceae, Vahliaceae, порядки Garryales, Gentianales, Lamiales, Solanales |
|  | |
|  | campanulids (euasterids II): порядки Apiales, Aquifoliales, Asterales, Bruniales, Dipsacales, Escalloniales, Paracryphiales                                 |
|  | |

## Состав групп
Ниже для групп системы APG III приведены входящие в их состав порядки и семейства (в нескольких случаях — отдельные роды).
Обозначения
новый порядок — порядок, новый по сравнению с системой классификации APG II (2003);
новое семейство — семейство, новое по сравнению с системой классификации APG II (2003);
* — семейство, которое в Системе APG III входит в другой по сравнению с Системой APG II порядок (либо входит в порядок, которого в Системе APG II не было).

### Angiosperms
- Amborellalesновый порядок
  - Amborellaceae*
- Nymphaealesновый порядок
  - Cabombaceae*
  - Hydatellaceae*
  - Nymphaeaceae*
- Austrobaileyales
  - Austrobaileyaceae
  - Schisandraceae
  - Trimeniaceae
- Chloranthalesновый порядок
  - Chloranthaceae*

### Magnoliids
- Canellales
  - Canellaceae
  - Winteraceae
- Piperales
  - Aristolochiaceae
  - Hydnoraceae
  - Lactoridaceae
  - Piperaceae
  - Saururaceae
- Laurales
  - Atherospermataceae
  - Calycanthaceae
  - Gomortegaceae
  - Hernandiaceae
  - Lauraceae
  - Monimiaceae
  - Siparunaceae
- Magnoliales
  - Annonaceae
  - Degeneriaceae
  - Eupomatiaceae
  - Himantandraceae
  - Magnoliaceae
  - Myristicaceae

### Monocots
- Acorales
  - Acoraceae
- Alismatales
  - Alismataceae (включая Limnocharitaceae)
  - Aponogetonaceae
  - Araceae
  - Butomaceae
  - Cymodoceaceae
  - Hydrocharitaceae
  - Juncaginaceae
  - Posidoniaceae
  - Potamogetonaceae
  - Ruppiaceae
  - Scheuchzeriaceae
  - Tofieldiaceae
  - Zosteraceae
- Petrosavialesновый порядок
  - Petrosaviaceae*
- Dioscoreales
  - Burmanniaceae
  - Dioscoreaceae
  - Nartheciaceae
- Pandanales
  - Cyclanthaceae
  - Pandanaceae
  - Stemonaceae
  - Triuridaceae
  - Velloziaceae
- Liliales
  - Alstroemeriaceae (включая Luzuriagaceae)
  - Campynemataceae
  - Colchicaceae
  - Corsiaceae
  - Liliaceae
  - Melanthiaceae
  - Petermanniaceae
  - Philesiaceae
  - Rhipogonaceae
  - Smilacaceae
- Asparagales
  - Amaryllidaceae (включая Agapanthaceae, Alliaceae)
  - Asparagaceae (включая Agavaceae, Aphyllanthaceae, Hesperocallidaceae, Hyacinthaceae, Laxmanniaceae, Ruscaceae, Themidaceae)
  - Asteliaceae
  - Blandfordiaceae
  - Boryaceae
  - Doryanthaceae
  - Hypoxidaceae
  - Iridaceae
  - Ixioliriaceae
  - Lanariaceae
  - Orchidaceae
  - Tecophilaeaceae
  - Xanthorrhoeaceae (включая Asphodelaceae, Hemerocallidaceae)
  - Xeronemataceae

#### Commelinids
- Dasypogonaceae — семейство не включено в какие-либо порядки
- Arecales
  - Arecaceae
- Commelinales
  - Commelinaceae
  - Haemodoraceae
  - Hanguanaceae
  - Philydraceae
  - Pontederiaceae
- Poales
  - Anarthriaceae
  - Bromeliaceae
  - Centrolepidaceae
  - Cyperaceae
  - Ecdeiocoleaceae
  - Eriocaulaceae
  - Flagellariaceae
  - Joinvilleaceae
  - Juncaceae
  - Mayacaceae
  - Poaceae
  - Rapateaceae
  - Restionaceae
  - Thurniaceae
  - Typhaceae (включая Sparganiaceae)
  - Xyridaceae
- Zingiberales
  - Cannaceae
  - Costaceae
  - Heliconiaceae
  - Lowiaceae
  - Marantaceae
  - Musaceae
  - Strelitziaceae
  - Zingiberaceae

### Возможно,сестринская группапо отношению кэвдикотам
- Ceratophyllales
  - Ceratophyllaceae

### Eudicots
- Ranunculales
  - Berberidaceae
  - Circaeasteraceae (включая Kingdoniaceae)
  - Eupteleaceae
  - Lardizabalaceae
  - Menispermaceae
  - Papaveraceae (включая Fumariaceae, Pteridophyllaceae)
  - Ranunculaceae
- Sabiaceae — семейство не включено в какие-либо порядки[5]
- Proteales
  - Nelumbonaceae
  - Platanaceae
  - Proteaceae
- Trochodendralesновый порядок
  - Trochodendraceae*
- Buxalesновый порядок
  - Buxaceae*
  - Haptanthaceaeновое семейство

#### core Eudicots
- Gunnerales
  - Gunneraceae
  - Myrothamnaceae
- Dilleniaceae — семейство не включено в какие-либо порядки
- Saxifragales
  - Altingiaceae
  - Aphanopetalaceae
  - Cercidiphyllaceae
  - Crassulaceae
  - Daphniphyllaceae
  - Grossulariaceae
  - Haloragaceae
  - Hamamelidaceae
  - Iteaceae
  - Pterostemonaceae
  - Paeoniaceae
  - Penthoraceae
  - Peridiscaceae (включая Medusandraceae, Soyauxia)*
  - Saxifragaceae
  - Tetracarpaeaceae

##### Rosids
- Vitalesновый порядок
  - Vitaceae

###### Eurosids I (Fabids)
- Zygophyllalesновый порядок
  - Krameriaceae*
  - Zygophyllaceae*
- Celastrales
  - Celastraceae (включая Lepuropetalaceae, Parnassiaceae, Pottingeriaceae)
  - Lepidobotryaceae
- Oxalidales
  - Brunelliaceae
  - Cephalotaceae
  - Connaraceae
  - Cunoniaceae
  - Elaeocarpaceae
  - Huaceae*
  - Oxalidaceae
- Malpighiales
  - Achariaceae
  - Balanopaceae
  - Bonnetiaceae
  - Calophyllaceaeновое семейство
  - Caryocaraceae
  - Centroplacaceae
  - Chrysobalanaceae
  - Clusiaceae
  - Ctenolophonaceae
  - Dichapetalaceae
  - Elatinaceae
  - Erythroxylaceae
  - Euphorbiaceae
  - Euphroniaceae
  - Goupiaceae
  - Humiriaceae
  - Hypericaceae
  - Irvingiaceae
  - Ixonanthaceae
  - Lacistemataceae
  - Linaceae
  - Lophopyxidaceae
  - Malpighiaceae
  - Ochnaceae (включая Medusagynaceae, Quiinaceae)
  - Pandaceae
  - Passifloraceae (включая Malesherbiaceae, Turneraceae)
  - Phyllanthaceae
  - Picrodendraceae
  - Podostemaceae
  - Putranjivaceae
  - Rafflesiaceae*
  - Rhizophoraceae
  - Salicaceae
  - Trigoniaceae
  - Violaceae
- Cucurbitales
  - Anisophylleaceae
  - Begoniaceae
  - Coriariaceae
  - Corynocarpaceae
  - Cucurbitaceae
  - Datiscaceae
  - Tetramelaceae
- Fabales
  - Fabaceae
  - Polygalaceae
  - Quillajaceae
  - Surianaceae
- Fagales
  - Betulaceae
  - Casuarinaceae
  - Fagaceae
  - Juglandaceae (включая Rhoipteleaceae)
  - Myricaceae
  - Nothofagaceae
  - Ticodendraceae
- Rosales
  - Barbeyaceae
  - Cannabaceae
  - Dirachmaceae
  - Elaeagnaceae
  - Moraceae
  - Rhamnaceae
  - Rosaceae
  - Ulmaceae
  - Urticaceae

###### Eurosids II (malvids)
- Geraniales
  - Geraniaceae (включая Hypseocharitaceae)
  - Melianthaceae (включая Francoaceae)
  - Vivianiaceae (включая Ledocarpaceae)
- Myrtales
  - Alzateaceae
  - Combretaceae
  - Crypteroniaceae
  - Lythraceae
  - Melastomataceae (включая Memecylaceae)
  - Myrtaceae (включая Heteropyxidaceae, Psiloxylaceae)
  - Onagraceae
  - Penaeaceae (включая Oliniaceae, Rhynchocalycaceae
  - Vochysiaceae
- Crossosomatales
  - Aphloiaceae*
  - Crossosomataceae
  - Geissolomataceae*
  - Guamatelaceaeновое семейство
  - Stachyuraceae
  - Staphyleaceae
  - Strasburgeriaceae (включая Ixerbaceae)*
- Picramnialesновый порядок
  - Picramniaceae*
- Huertealesновый порядок
  - Dipentodontaceaeновое семейство
  - Gerrardinaceaeновое семейство
  - Tapisciaceae*
- Brassicales
  - Akaniaceae
  - Bataceae
  - Brassicaceae
  - Capparaceaeновое семейство
  - Caricaceae
  - Cleomaceaeновое семейство
  - Emblingiaceae
  - Gyrostemonaceae
  - Koeberliniaceae
  - Limnanthaceae
  - Moringaceae
  - Pentadiplandraceae
  - Resedaceae
  - Salvadoraceae
  - Setchellanthaceae
  - Tovariaceae
  - Tropaeolaceae
- Malvales
  - Bixaceae (включая Cochlospermaceae, Diegodendraceae)
  - Cistaceae
  - Cytinaceaeновое семейство
  - Dipterocarpaceae
  - Malvaceae
  - Muntingiaceae
  - Neuradaceae
  - Sarcolaenaceae
  - Sphaerosepalaceae
  - Thymelaeaceae
- Sapindales
  - Anacardiaceae
  - Biebersteiniaceae
  - Burseraceae
  - Kirkiaceae
  - Meliaceae
  - Nitrariaceae (включая Peganaceae, Tetradiclidaceae)
  - Rutaceae
  - Sapindaceae
  - Simaroubaceae
- Berberidopsidalesновый порядок
  - Aextoxicaceae*
  - Berberidopsidaceae*
- Santalales
  - Balanophoraceae*
  - Loranthaceae
  - Misodendraceae
  - Santalaceae
  - Olacaceae
  - Opiliaceae
  - Schoepfiaceaeновое семейство
- Caryophyllales
  - Achatocarpaceae
  - Aizoaceae
  - Amaranthaceae
  - Anacampserotaceaeновое семейство
  - Ancistrocladaceae
  - Asteropeiaceae
  - Barbeuiaceae
  - Basellaceae
  - Cactaceae
  - Caryophyllaceae
  - Didiereaceae
  - Dioncophyllaceae
  - Droseraceae
  - Drosophyllaceae
  - Frankeniaceae
  - Gisekiaceae
  - Halophytaceae
  - Limeaceaeновое семейство
  - Lophiocarpaceaeновое семейство
  - Molluginaceae
  - Montiaceae
  - Nepenthaceae
  - Nyctaginaceae
  - Physenaceae
  - Phytolaccaceae
  - Plumbaginaceae
  - Polygonaceae
  - Portulacaceae
  - Rhabdodendraceae
  - Sarcobataceae
  - Simmondsiaceae
  - Stegnospermataceae
  - Talinaceaeновое семейство
  - Tamaricaceae

##### Asterids
- Cornales
  - Cornaceae (включая Nyssaceae)
  - Curtisiaceae
  - Grubbiaceae
  - Hydrangeaceae
  - Hydrostachyaceae
  - Loasaceae
- Ericales
  - Actinidiaceae
  - Balsaminaceae
  - Clethraceae
  - Cyrillaceae
  - Diapensiaceae
  - Ebenaceae
  - Ericaceae
  - Fouquieriaceae
  - Lecythidaceae
  - Marcgraviaceae
  - Mitrastemonaceaeновое семейство
  - Pentaphylacaceae (включая Ternstroemiaceae)
  - Polemoniaceae
  - Primulaceae (включая Maesaceae, Myrsinaceae, Theophrastaceae)
  - Roridulaceae
  - Sapotaceae
  - Sarraceniaceae
  - Sladeniaceae
  - Styracaceae
  - Symplocaceae
  - Tetrameristaceae (включая Pellicieraceae)
  - Theaceae

###### Asterids I (lamiids)
- Boraginaceae (включая Hoplestigmataceae) — семейство не включено в какие-либо порядки
- Vahliaceae — семейство не включено в какие-либо порядки
- Icacinaceae — семейство не включено в какие-либо порядки
- Metteniusaceaeновое семейство — семейство не включено в какие-либо порядки
- Oncothecaceae — семейство не включено в какие-либо порядки
- Garryales
  - Eucommiaceae
  - Garryaceae (включая Aucubaceae)
- Gentianales
  - Apocynaceae
  - Gelsemiaceae
  - Gentianaceae
  - Loganiaceae
  - Rubiaceae
- Lamiales
  - Acanthaceae
  - Bignoniaceae
  - Byblidaceae
  - Calceolariaceae
  - Carlemanniaceae
  - Gesneriaceae
  - Lamiaceae
  - Linderniaceaeновое семейство
  - Lentibulariaceae
  - Martyniaceae
  - Oleaceae
  - Orobanchaceae
  - Paulowniaceae
  - Pedaliaceae
  - Phrymaceae
  - Plantaginaceae
  - Plocospermataceae
  - Schlegeliaceae
  - Scrophulariaceae
  - Stilbaceae
  - Tetrachondraceae
  - Thomandersiaceaeновое семейство
  - Verbenaceae
- Solanales
  - Convolvulaceae
  - Hydroleaceae
  - Montiniaceae
  - Solanaceae
  - Sphenocleaceae

###### Asterids II (campanulids)
- Aquifoliales
  - Aquifoliaceae
  - Cardiopteridaceae (включая Leptaulas)
  - Helwingiaceae
  - Phyllonomaceae
  - Stemonuraceae
- Asterales
  - Alseuosmiaceae
  - Argophyllaceae
  - Asteraceae
  - Calyceraceae
  - Campanulaceae (включая Lobeliaceae)
  - Goodeniaceae
  - Menyanthaceae
  - Pentaphragmataceae
  - Phellinaceae
  - Rousseaceae
  - Stylidiaceae (включая Donatiaceae)
- Escallonialesновый порядок
  - Escalloniaceae*
- Brunialesновый порядок
  - Bruniaceae*
  - Columelliaceae (включая Desfontainiaceae)*
- Paracryphialesновый порядок
  - Paracryphiaceae (включая Quintiniaceae)*
- Dipsacales
  - Adoxaceae
  - Caprifoliaceae (включая Diervillaceae, Dipsacaceae, Linnaeaceae, Morinaceae, Valerianaceae)
- Apiales
  - Apiaceae
  - Araliaceae
  - Griseliniaceae
  - Myodocarpaceae
  - Pennantiaceae
  - Pittosporaceae
  - Torricelliaceae (включая Aralidiaceae, Melanophyllaceae)

## Дополнительный список
В дополнительный список входят таксоны, не имеющие в Системе APG III определённого места
Из трёх семейств и 15 отдельных родов, входящих в аналогичный список Системы APG II, в данном списке осталось лишь семейство Apodanthaceae и род Gumillea.
- Apodanthaceae
- Cynomoriaceaeновое семейство
- Gumillea
- Petenaeaновый род
- Nicobariodendronновый род

## Алфавитные списки

### Список порядков
Список порядков Системы APG III в алфавитном порядке
Всего в списке — 59 порядков.
| - Acorales - Alismatales - Amborellales - Apiales - Aquifoliales - Arecales - Asparagales - Asterales - Austrobaileyales - Berberidopsidales - Brassicales - Bruniales - Buxales - Canellales - Caryophyllales - Celastrales - Ceratophyllales - Chloranthales - Commelinales - Cornales | - Crossosomatales - Cucurbitales - Dioscoreales - Dipsacales - Ericales - Escalloniales - Fabales - Fagales - Garryales - Gentianales - Geraniales - Gunnerales - Huerteales - Lamiales - Laurales - Liliales - Magnoliales - Malpighiales - Malvales - Myrtales | - Nymphaeales - Oxalidales - Pandanales - Paracryphiales - Petrosaviales - Picramniales - Piperales - Poales - Proteales - Ranunculales - Rosales - Santalales - Sapindales - Saxifragales - Solanales - Trochodendrales - Vitales - Zingiberales - Zygophyllales |

### Список семейств
Список семейств (а также пяти родов) Системы APG III в алфавитном порядке
Всего в списке — 477 пунктов, из которых 414 — семейства, входящие в Систему (в том числе два семейства из дополнительного списка), 58 — семейства, которые входят в состав других семейств (выделены мелким шрифтом), ещё два пункта — роды Leptaulas и Soyauxia, особо упомянутые в Системе как включённые в состав семейств Cardiopteridaceae и Peridiscaceae соответственно (также выделены мелким шрифтом); ещё три пункта — роды, входящие в состав дополнительного списка (Gumillea, Nicobariodendron, Petenaea).
| - Acanthaceae - Achariaceae - Achatocarpaceae - Acoraceae - Actinidiaceae - Adoxaceae - Aextoxicaceae - Agapanthaceae (включено в Amaryllidaceae) - Agavaceae (включено в Asparagaceae) - Aizoaceae - Akaniaceae - Alismataceae (включая Limnocharitaceae) - Alliaceae (включено в Amaryllidaceae) - Alseuosmiaceae - Alstroemeriaceae (включая Luzuriagaceae) - Altingiaceae - Alzateaceae - Amaranthaceae - Amaryllidaceae (включая Agapanthaceae, Alliaceae) - Amborellaceae - Anacampserotaceae - Anacardiaceae - Anarthriaceae - Ancistrocladaceae - Anisophylleaceae - Annonaceae - Aphanopetalaceae - Aphloiaceae - Aphyllanthaceae (включено в Asparagaceae) - Apiaceae - Apocynaceae - Apodanthaceae - Aponogetonaceae - Aquifoliaceae - Araceae - Araliaceae - Aralidiaceae (включено в Torricelliaceae) - Arecaceae - Argophyllaceae - Aristolochiaceae - Asparagaceae (включая Agavaceae, Aphyllanthaceae, Hesperocallidaceae, Hyacinthaceae, Laxmanniaceae, Ruscaceae, Themidaceae) - Asparagaceae (включая Agavaceae, Aphyllanthaceae, Hesperocallidaceae, Hyacinthaceae) - Asparagaceae (включая Laxmanniaceae, Ruscaceae, Themidaceae) - Asphodelaceae (включено в Xanthorrhoeaceae) - Asteliaceae - Asteraceae - Asteropeiaceae - Atherospermataceae - Aucubaceae (включено в Garryaceae) - Austrobaileyaceae - Balanopaceae - Balanophoraceae - Balsaminaceae - Barbeuiaceae - Barbeyaceae - Basellaceae - Bataceae - Begoniaceae - Berberidaceae - Berberidopsidaceae - Betulaceae - Biebersteiniaceae - Bignoniaceae - Bixaceae (включая Cochlospermaceae, Diegodendraceae) - Blandfordiaceae - Bonnetiaceae - Boraginaceae (включая Hoplestigmataceae) - Boryaceae - Brassicaceae - Bromeliaceae - Brunelliaceae - Bruniaceae - Burmanniaceae - Burseraceae - Butomaceae - Buxaceae - Byblidaceae - Cabombaceae - Cactaceae - Calceolariaceae - Calophyllaceae - Calycanthaceae - Calyceraceae - Campanulaceae (включая Lobeliaceae) - Campynemataceae - Canellaceae - Cannabaceae - Cannaceae - Capparaceae - Caprifoliaceae (включая Diervillaceae, Dipsacaceae, Linnaeaceae, Morinaceae, Valerianaceae) - Cardiopteridaceae (включая Leptaulas) - Caricaceae - Carlemanniaceae - Caryocaraceae - Caryophyllaceae - Casuarinaceae - Celastraceae (включая Lepuropetalaceae, Parnassiaceae, Pottingeriaceae) - Centrolepidaceae - Centroplacaceae - Cephalotaceae - Ceratophyllaceae - Cercidiphyllaceae - Chloranthaceae - Chrysobalanaceae - Circaeasteraceae (включая Kingdoniaceae) - Cistaceae - Cleomaceae - Clethraceae - Clusiaceae - Cochlospermaceae (включено в Bixaceae) - Colchicaceae - Columelliaceae (включая Desfontainiaceae) - Combretaceae - Commelinaceae - Connaraceae - Convolvulaceae - Coriariaceae - Cornaceae (включая Nyssaceae) - Corsiaceae - Corynocarpaceae - Costaceae - Crassulaceae - Crossosomataceae - Crypteroniaceae - Ctenolophonaceae - Cucurbitaceae - Cunoniaceae - Curtisiaceae - Cyclanthaceae - Cymodoceaceae - Cynomoriaceae - Cyperaceae - Cyrillaceae - Cytinaceae - Daphniphyllaceae - Dasypogonaceae - Datiscaceae - Degeneriaceae - Desfontainiaceae (включено в Columelliaceae) - Diapensiaceae - Dichapetalaceae - Didiereaceae - Diegodendraceae (включено в Bixaceae) - Diervillaceae (включено в Caprifoliaceae) - Dilleniaceae - Dioncophyllaceae - Dioscoreaceae - Dipentodontaceae - Dipsacaceae (включено в Caprifoliaceae) - Dipterocarpaceae - Dirachmaceae - Donatiaceae (включено в Stylidiaceae) - Doryanthaceae - Droseraceae - Drosophyllaceae - Ebenaceae - Ecdeiocoleaceae | - Elaeagnaceae - Elaeocarpaceae - Elatinaceae - Emblingiaceae - Ericaceae - Eriocaulaceae - Erythroxylaceae - Escalloniaceae - Eucommiaceae - Euphorbiaceae - Euphroniaceae - Eupomatiaceae - Eupteleaceae - Fabaceae - Fagaceae - Flagellariaceae - Fouquieriaceae - Francoaceae (включено в Melianthaceae) - Frankeniaceae - Fumariaceae (включено в Papaveraceae) - Garryaceae (включая Aucubaceae) - Geissolomataceae - Gelsemiaceae - Gentianaceae - Geraniaceae (включая Hypseocharitaceae) - Gerrardinaceae - Gesneriaceae - Gisekiaceae - Gomortegaceae - Goodeniaceae - Goupiaceae - Griseliniaceae - Grossulariaceae - Grubbiaceae - Guamatelaceae - Gumillea - Gunneraceae - Gyrostemonaceae - Haemodoraceae - Halophytaceae - Haloragaceae - Hamamelidaceae - Hanguanaceae - Haptanthaceae - Heliconiaceae - Helwingiaceae - Hemerocallidaceae (включено в Xanthorrhoeaceae) - Hernandiaceae - Hesperocallidaceae (включено в Asparagaceae) - Heteropyxidaceae (включено в Myrtaceae) - Himantandraceae - Hoplestigmataceae (включено в Boraginaceae) - Huaceae - Humiriaceae - Hyacinthaceae (включено в Asparagaceae) - Hydatellaceae - Hydnoraceae - Hydrangeaceae - Hydrocharitaceae - Hydroleaceae - Hydrostachyaceae - Hypericaceae - Hypoxidaceae - Hypseocharitaceae (включено в Geraniaceae) - Icacinaceae - Iridaceae - Irvingiaceae - Iteaceae - Ixerbaceae (включено в Strasburgeriaceae) - Ixioliriaceae - Ixonanthaceae - Joinvilleaceae - Juglandaceae (включая Rhoipteleaceae) - Juncaceae - Juncaginaceae - Kingdoniaceae (включено в Circaeasteraceae) - Kirkiaceae - Koeberliniaceae - Krameriaceae - Lacistemataceae - Lactoridaceae - Lamiaceae - Lanariaceae - Lardizabalaceae - Lauraceae - Laxmanniaceae (включено в Asparagaceae) - Lecythidaceae - Ledocarpaceae (включено в Vivianiaceae) - Lentibulariaceae - Lepidobotryaceae - Leptaulas (род включён в Cardiopteridaceae) - Lepuropetalaceae (включено в Celastraceae) - Liliaceae - Limeaceae - Limnanthaceae - Limnocharitaceae (включено в Alismataceae) - Linaceae - Linderniaceae - Linnaeaceae (включено в Caprifoliaceae) - Loasaceae - Lobeliaceae (включено в Campanulaceae) - Loganiaceae - Lophiocarpaceae - Lophopyxidaceae - Loranthaceae - Lowiaceae - Luzuriagaceae (включено в Alstroemeriaceae) - Lythraceae - Maesaceae (включено в Primulaceae) - Magnoliaceae - Malesherbiaceae (включено в Passifloraceae) - Malpighiaceae - Malvaceae - Marantaceae - Marcgraviaceae - Martyniaceae - Mayacaceae - Medusagynaceae (включено в Ochnaceae) - Medusandraceae (включено в Peridiscaceae) - Melanophyllaceae (включено в Torricelliaceae) - Melanthiaceae - Melastomataceae (включая Memecylaceae) - Meliaceae - Melianthaceae (включая Francoaceae) - Memecylaceae (включено в Melastomataceae) - Menispermaceae - Menyanthaceae - Metteniusaceae - Misodendraceae - Mitrastemonaceae - Molluginaceae - Monimiaceae - Montiaceae - Montiniaceae - Moraceae - Morinaceae (включено в Caprifoliaceae) - Moringaceae - Muntingiaceae - Musaceae - Myodocarpaceae - Myricaceae - Myristicaceae - Myrothamnaceae - Myrsinaceae (включено в Primulaceae) - Myrtaceae (включая Heteropyxidaceae, Psiloxylaceae) - Nartheciaceae - Nelumbonaceae - Nepenthaceae - Neuradaceae - Nicobariodendron - Nitrariaceae (включая Peganaceae, Tetradiclidaceae) - Nothofagaceae - Nyctaginaceae - Nymphaeaceae - Nyssaceae (включено в Cornaceae) - Ochnaceae (включая Medusagynaceae, Quiinaceae) - Olacaceae - Oleaceae - Oliniaceae (включено в Penaeaceae) - Onagraceae - Oncothecaceae - Opiliaceae | - Orchidaceae - Orobanchaceae - Oxalidaceae - Paeoniaceae - Pandaceae - Pandanaceae - Papaveraceae (включая Fumariaceae, Pteridophyllaceae) - Paracryphiaceae (включая Quintiniaceae) - Parnassiaceae (включено в Celastraceae) - Passifloraceae (включая Malesherbiaceae, Turneraceae) - Paulowniaceae - Pedaliaceae - Peganaceae (включено в Nitrariaceae) - Pellicieraceae (включено в Tetrameristaceae) - Penaeaceae (включая Oliniaceae, Rhynchocalycaceae - Pennantiaceae - Pentadiplandraceae - Pentaphragmataceae - Pentaphylacaceae (включая Ternstroemiaceae) - Penthoraceae - Peridiscaceae (включая Medusandraceae, Soyauxia) - Petenaea - Petermanniaceae - Petrosaviaceae - Phellinaceae - Philesiaceae - Philydraceae - Phrymaceae - Phyllanthaceae - Phyllonomaceae - Physenaceae - Phytolaccaceae - Picramniaceae - Picrodendraceae - Piperaceae - Pittosporaceae - Plantaginaceae - Platanaceae - Plocospermataceae - Plumbaginaceae - Poaceae - Podostemaceae - Polemoniaceae - Polygalaceae - Polygonaceae - Pontederiaceae - Portulacaceae - Posidoniaceae - Potamogetonaceae - Pottingeriaceae (включено в Celastraceae) - Primulaceae (включая Maesaceae, Myrsinaceae, Theophrastaceae) - Proteaceae - Psiloxylaceae (включено в Myrtaceae) - Pteridophyllaceae (включено в Papaveraceae) - Pterostemonaceae - Putranjivaceae - Quiinaceae (включено в Ochnaceae) - Quillajaceae - Quintiniaceae (включено в Paracryphiaceae) - Rafflesiaceae - Ranunculaceae - Rapateaceae - Resedaceae - Restionaceae - Rhabdodendraceae - Rhamnaceae - Rhipogonaceae - Rhizophoraceae - Rhoipteleaceae (включено в Juglandaceae) - Rhynchocalycaceae (включено в Penaeaceae) - Roridulaceae - Rosaceae - Rousseaceae - Rubiaceae - Ruppiaceae - Ruscaceae (включено в Asparagaceae) - Rutaceae - Sabiaceae - Salicaceae - Salvadoraceae - Santalaceae - Sapindaceae - Sapotaceae - Sarcobataceae - Sarcolaenaceae - Sarraceniaceae - Saururaceae - Saxifragaceae - Scheuchzeriaceae - Schisandraceae - Schlegeliaceae - Schoepfiaceae - Scrophulariaceae - Setchellanthaceae - Simaroubaceae - Simmondsiaceae - Siparunaceae - Sladeniaceae - Smilacaceae - Solanaceae - Soyauxia (включено в Peridiscaceae) - Sparganiaceae (включено в Typhaceae) - Sphaerosepalaceae - Sphenocleaceae - Stachyuraceae - Staphyleaceae - Stegnospermataceae - Stemonaceae - Stemonuraceae - Stilbaceae - Strasburgeriaceae (включая Ixerbaceae) - Strelitziaceae - Stylidiaceae (включая Donatiaceae) - Styracaceae - Surianaceae - Symplocaceae - Talinaceae - Tamaricaceae - Tapisciaceae - Tecophilaeaceae - Ternstroemiaceae (включено в Pentaphylacaceae) - Tetracarpaeaceae - Tetrachondraceae - Tetradiclidaceae (включено в Nitrariaceae) - Tetramelaceae - Tetrameristaceae (включая Pellicieraceae) - Theaceae - Themidaceae (включено в Asparagaceae) - Theophrastaceae (включено в Primulaceae) - Thomandersiaceae - Thurniaceae - Thymelaeaceae - Ticodendraceae - Tofieldiaceae - Torricelliaceae (включая Aralidiaceae, Melanophyllaceae) - Tovariaceae - Trigoniaceae - Trimeniaceae - Triuridaceae - Trochodendraceae - Tropaeolaceae - Turneraceae (включено в Passifloraceae) - Typhaceae (включая Sparganiaceae) - Ulmaceae - Urticaceae - Vahliaceae - Valerianaceae (включено в Caprifoliaceae) - Velloziaceae - Verbenaceae - Violaceae - Vitaceae - Vivianiaceae (включая Ledocarpaceae) - Vochysiaceae - Winteraceae - Xanthorrhoeaceae (включая Asphodelaceae, Hemerocallidaceae) - Xeronemataceae - Xyridaceae - Zingiberaceae - Zosteraceae - Zygophyllaceae |

## Общая система классификации наземных растений
В том же номере журнала «Botanical Journal of the Linnean Society», в котором была опубликована Система классификации APG III, вышла статья «A phylogenetic classification of the land plants to accompany APG III», авторы которой, Марк Чейз и Джеймс Ривил — одни из основных разработчиков системы APG III, — предлагают новую систему классификации наземных растений (Embryophyta), находящуюся в соответствии с Системой APG III. По их мнению, во всех подобных предыдущих классификациях были завышены ранги высших таксономических групп, в том числе и цветковых растений. Филогенетические исследования показывают, что ранг таксона, объединяющего все наземные растения, должен соответствовать высшему рангу отдельных таксонов зелёных водорослей. Если за ранг таких таксонов зелёных водорослей принять класс, то все наземные растения должны быть объединены в единственном классе, в данной статье этот класс определён как Equisetopsida (согласно общепризнанной классификации это единственный класс отдела Equisetophyta — Хвощевидные). Соответственно, рангом шестнадцати крупных групп наземных растений, в том числе покрытосеменных, должен быть подкласс (название этого подкласса для покрытосеменных — Magnoliidae). При такой системе крупные группы, входящих в таксон Magnoliidae, могут рассматриваться как таксоны в ранге надпорядков.